# Abel
|  | Aquest article tracta sobre el personatge bíblic. Vegeu-ne altres significats a «Abel (desambiguació)». |

Abel (hebreu: הבל בן-אָדָם, Havel ben Adam‎; àrab: هابيل بن آدم, Hābīl ibn Ādam) és el segon fill d'Adam i Eva, segons el Gènesi, capítol quart. Fou assassinat pel seu germà Caín. En el Nou Testament se'l considera «símbol de la innocència, màrtir de la seua fe i de la seua justícia».

## Biografia
Abel fou el segon fill que nasqué a Adam i Eva després de l'expulsió del Jardí de l'Edèn. Passaren els anys i el germà gran, Caín, es dedicà a l'agricultura mentre que Abel es dedicà a la ramaderia. Un dia van decidir fer una ofrena a Déu, Caín va oferir els primers fruits de la seva collita i Abel va oferir els millors animals del seu ramat. Déu va preferir l'ofrena d'Abel, i Caín, en veure's rebutjat, va tenir gelosia i va matar el seu germà.
Déu va maleir Caín i el va condemnar que la terra no li donés fruits de manera que es veiés obligat a errar, motiu pel qual es va allunyar de la casa dels seus pares per establir-se al país de Nod, a l'est de l'Edèn. Déu va posar-li una marca a Caín per advertir que qui el matés ho pagaria amb un càstig set vegades més penós.

## Abel en l'islam
La tradició islàmica també relata una història similar a l'Alcorà. Segons la tradició islàmica, Hàbil (Abel) també fou el segon fill d'Adam i Hawwà (Eva) i, com el seu germà gran Qàbil, va tenir una germana bessona, Lubadà. Adam havia previst el matrimoni de Qàbil amb la germana bessona de Qàbil i el d'aquest amb la germana bessona del primer, però Qàbil no va voler obeir la voluntat del seu pare. Arran d'aquest fet, quan els dos germans van fer la seva ofrena a Déu, aquest va rebutjar la de Qàbil. Això va provocar una baralla entre els dos germans, durant la qual el més gran va assassinar el petit. Aleshores Qàbil, en veure que els animals es reunien al voltant del cadàver del seu germà, va amagar el cos en un sac i durant un any el va dur a coll. Un dia, va veure dos corbs que es barallaven i com el més fort matava l'altre i després, amb les potes i el bec, feia un forat a terra i l'hi enterrava. Aleshores Qàbil va entendre el missatge de Déu que calia donar sepultura als morts i va excavar una tomba per al seu germà.

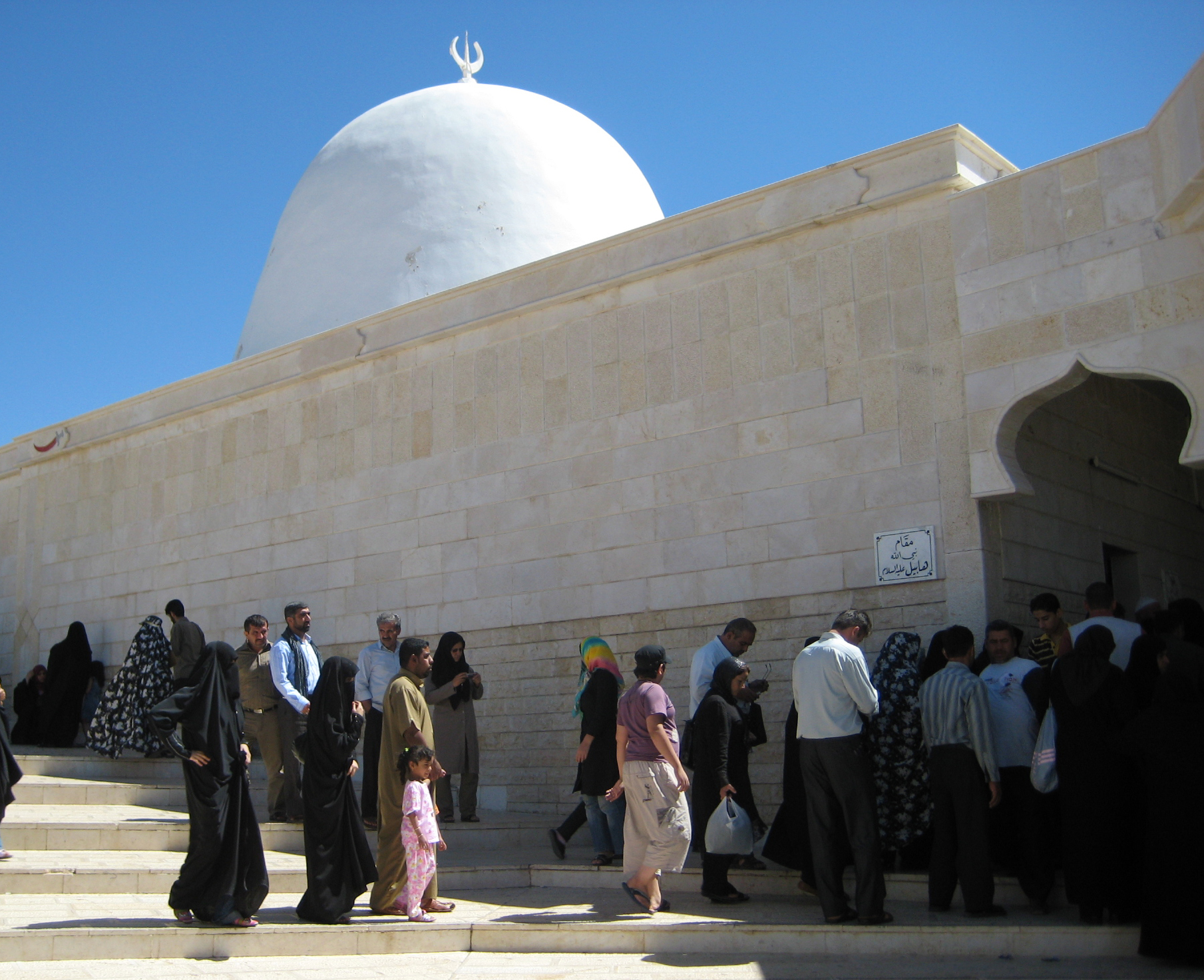
Mesquita del nabí Hàbil, on hi ha la tomba d'Abel segons la tradició islàmica, prop de la vall de Zabadani, a l'oest de Damasc
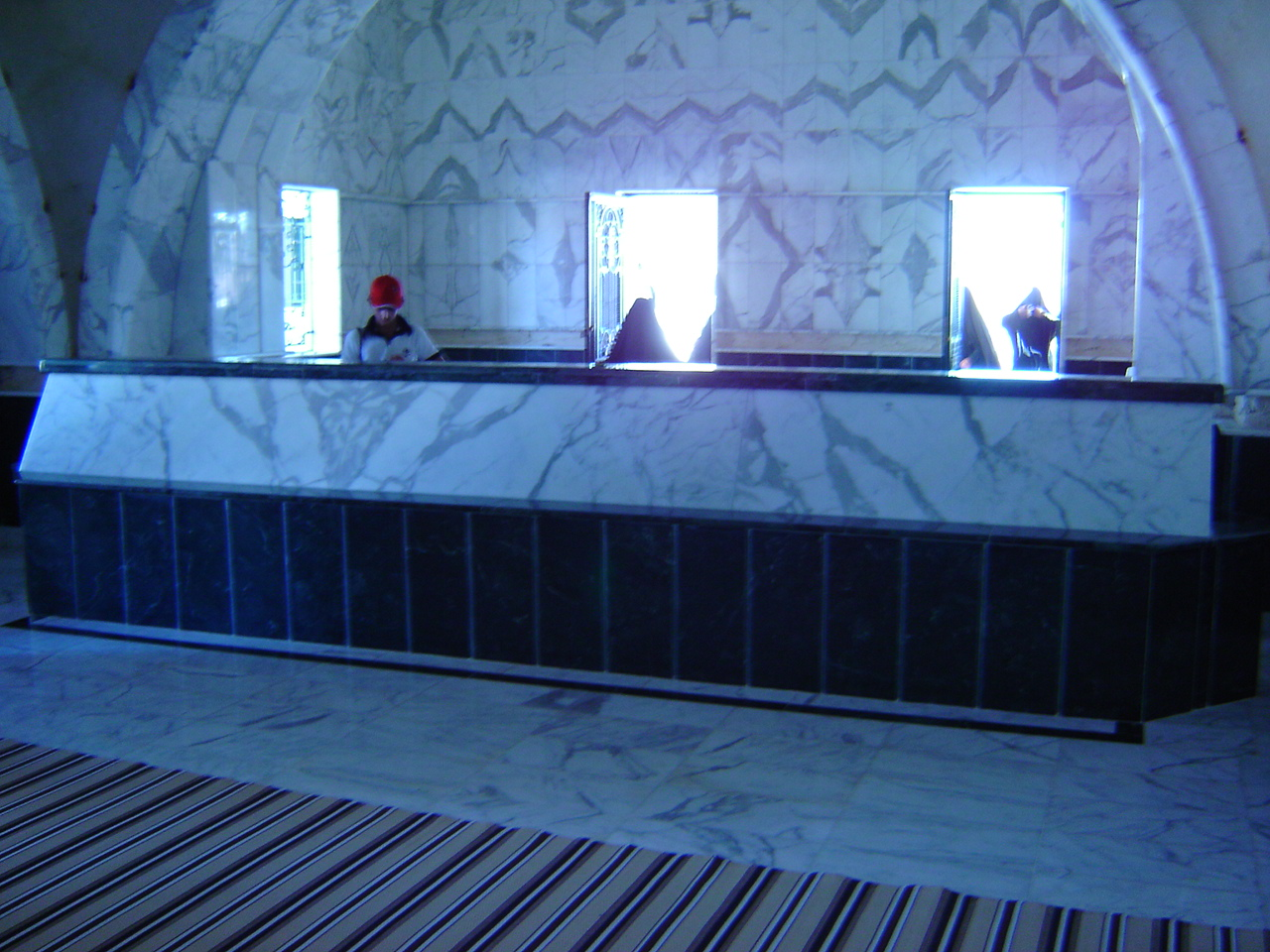
Tomba d'Abel, a l'interor de la mesquita del nabí Hàbil

## Altres visions
Els historiadors i especialistes bíblics interpreten la història de Caín i Abel com un relat simbòlic d'una antiga tribu nòmada que es deia Caín. Els membres d'aquesta tribu portaven unes característiques marques tatuades i tenien fama de ferotges per les cruels venjances contra qui havia mort algú de la seva tribu.
Una altra explicació que donen els teòlegs, és que aquesta història de fratricidi serviria per il·lustrar les primitives creences nòmades, que amb el temps es van anar filtrant en el pensament religiós, segons les quals criar ramats, principal ocupació de moltes tribus nòmades, agradava més els déus que l'agricultura. Per això, el sacrifici d'Abel va ser acceptat, però el de Caín no.

## Òpera
El compositor napolità Errico Sansone, va compondre una òpera en cinc actes sobre aquest personatge, Abel.

## Abel en l'art

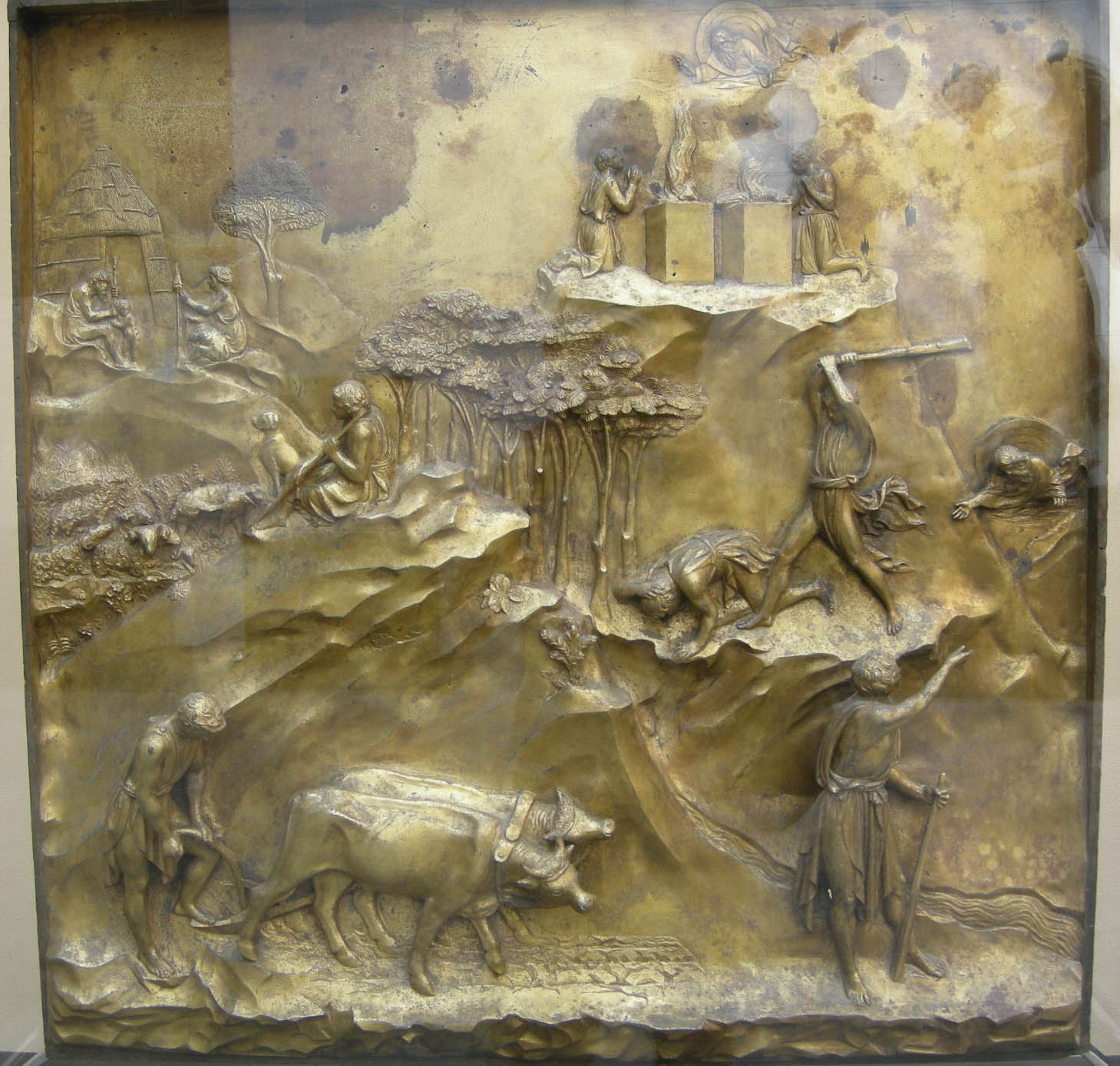
Caín i Abel, per Lorenzo Ghiberti, s. XV (Florència, Baptisteri)
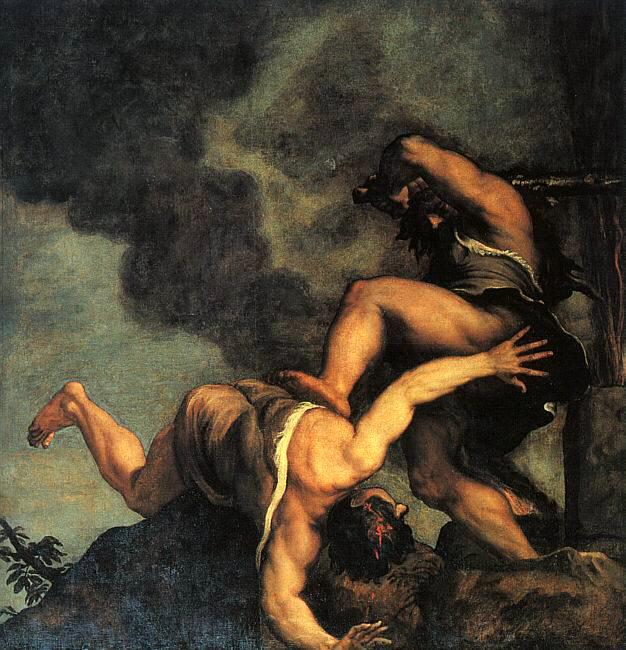
Mort d'Abel, per Tizià, ca. 1570 (Venècia, S. Maria della Salute)
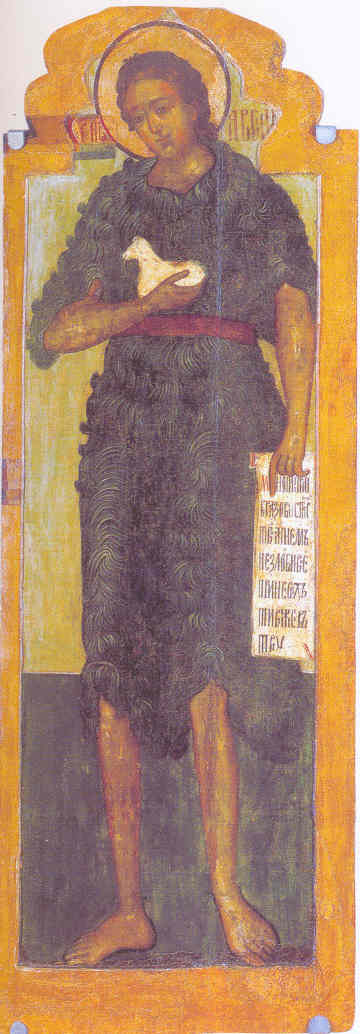
Icona oriental amb Abel, segons la tradició de V. Osipov
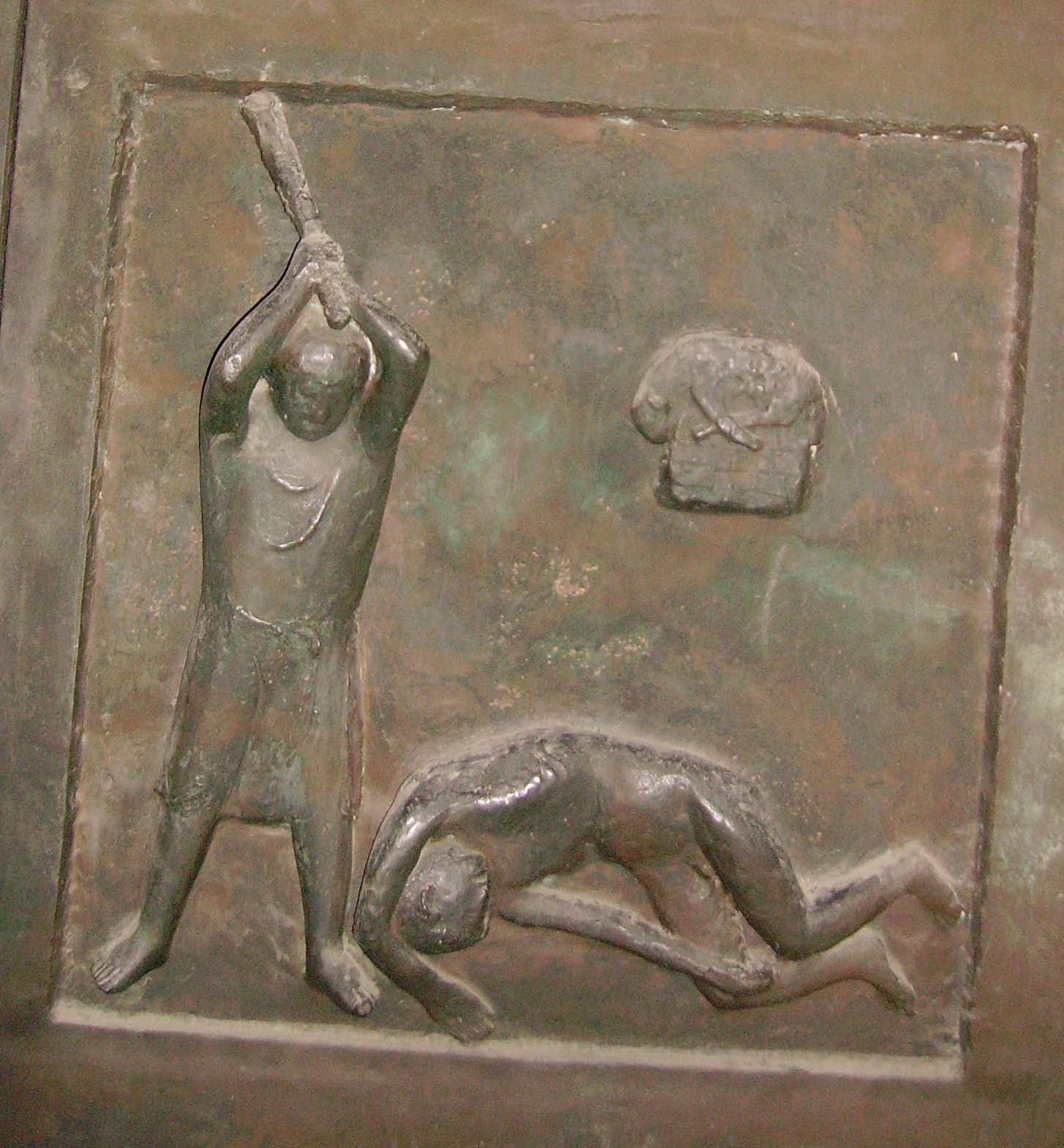
Mort d'Abel, per Toni Schneider-Manzell, segle xx (Catedral d'Espira)